# Sint-Remigiuskerk (Heure-le-Romain)

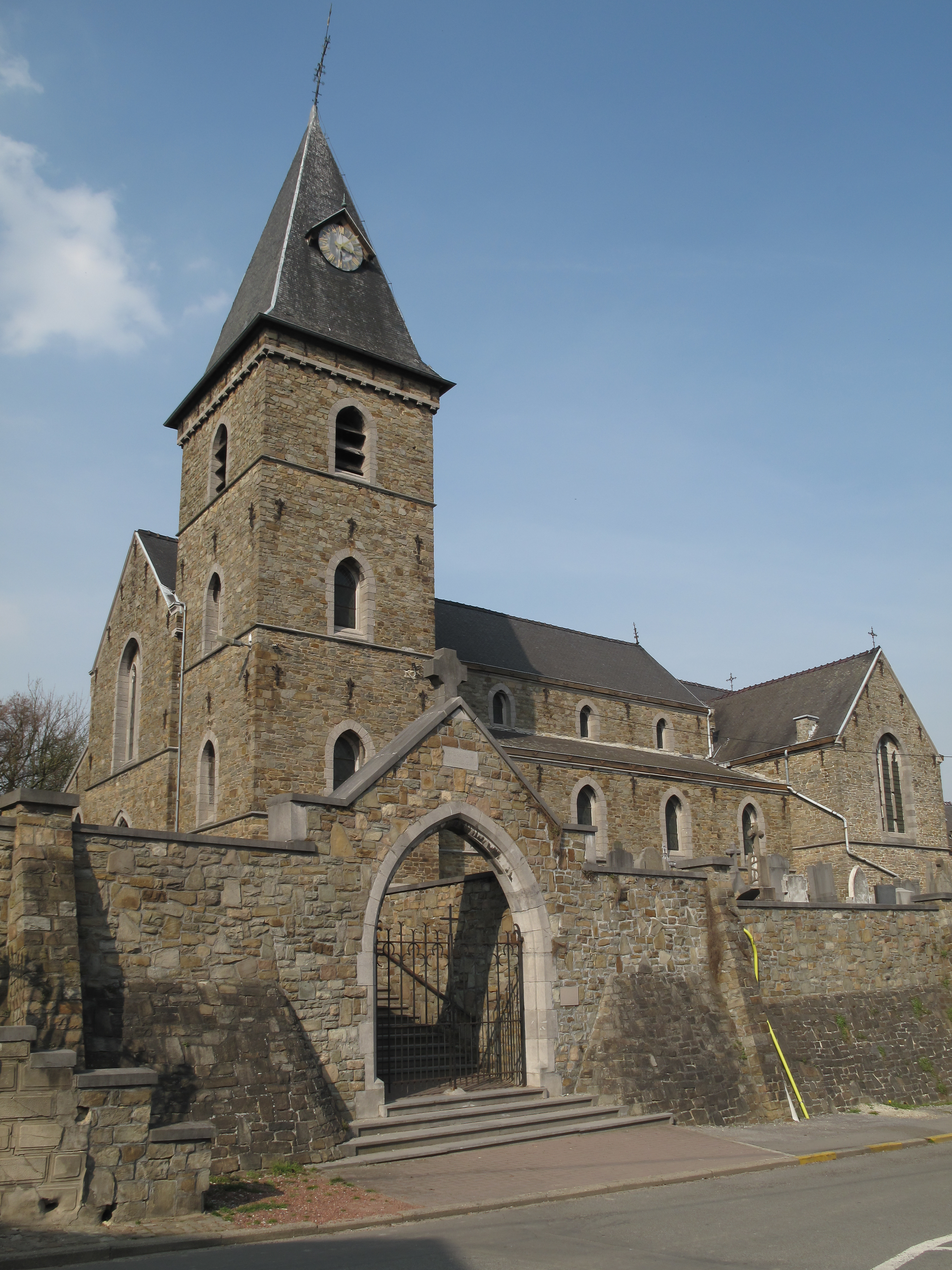
Sint-Remigiuskerk

De Sint-Remigiuskerk (Église Saint-Remy) is de parochiekerk van Heure-le-Romain.
De huidige kerk heeft twee voorgangers gekend: Deze werden gebouwd op de plaats van een voormalige Romeinse villa. De huidige kerk is een driebeukig vroeg-neogotische kruisbasiliek, uitgevoerd in natuursteen, met neoromaanse kenmerken. De aangebouwde toren heeft vier geledingen en wordt gedekt door een tentdak.